# Dietrichsdorf
Dietrichsdorf est un village et une ancienne commune de l'arrondissement de Wittemberg, en Saxe-Anhalt, en Allemagne. Depuis le 1er janvier 2011, il fait partie de la ville de Zahna-Elster. Du 1er janvier 2005 au 1er janvier 2011, la commune appartenait à la commune administrative (Verwaltungsgemeinschaft) d’Elbaue-Fläming et auparavant à la commune administrative de Mühlengrund.

## Géographie et transport
La communauté se trouve 9 kilomètres à l'est de Wittemberg, sur la rive nord de l’Elbe. Il y passe la route fédérale (Bundesstraße) B187 et la ligne de chemin de fer entre Wittenberg et Cottbus.

## Histoire
La communauté slave d'origine de Dietrichsdorf fut mentionnée pour la première fois le 14 novembre 1385. Elle porte cependant le nom du chef de la colonisation Dietrich, qui a dirigé un groupe de colons allemands pendant la colonisation de l'est ; le nom slave d'origine n'a pas été conservé.
La subdivision de Külso eut sa première mention documentaire en 1378. Külso aussi est d'origine slave. Le nom vient de koko, ce qui signifie « arrondi », « cercle » ou « village rond », ce qui fait probablement référence à la forme originale du village. Depuis 1942, la communauté fait partie de Dietrichsdorf.

## Subdivisions
Dietrichsdorf comprend les subdivisions suivantes : Gallin et Külso.

## Tourisme
- Église en brique construite en 1705
- Moulin à Dietrichsdorf